# Correa alba
Correa alba là một loài thực vật có hoa trong họ Cửu lý hương. Loài này được Andrews mô tả khoa học đầu tiên năm 1798.

## Hình ảnh

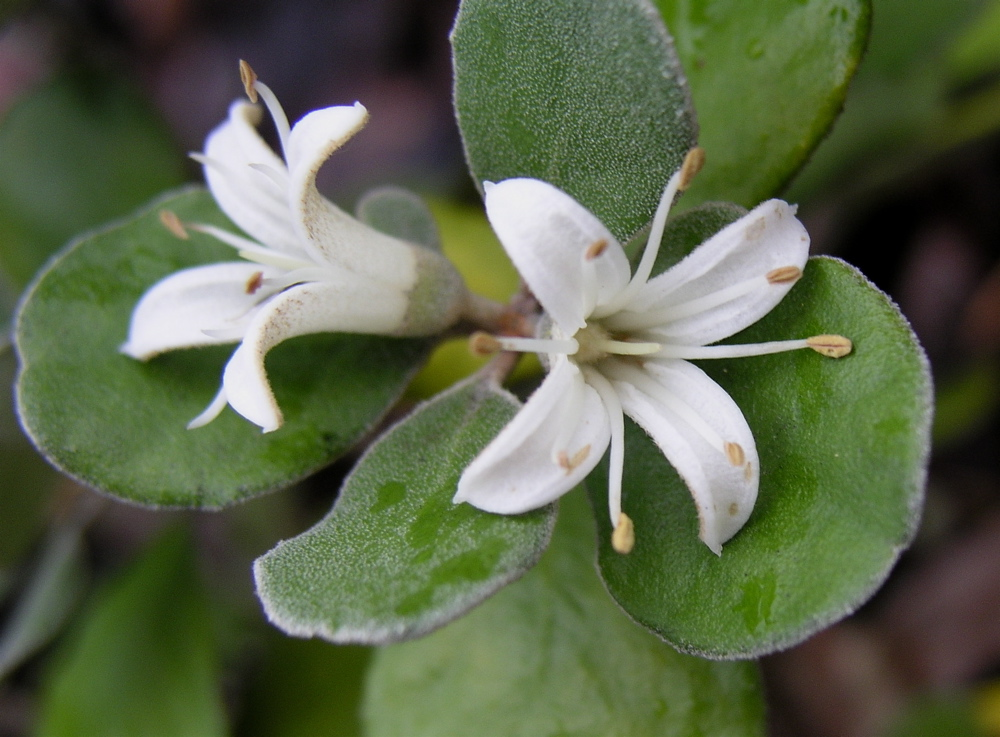
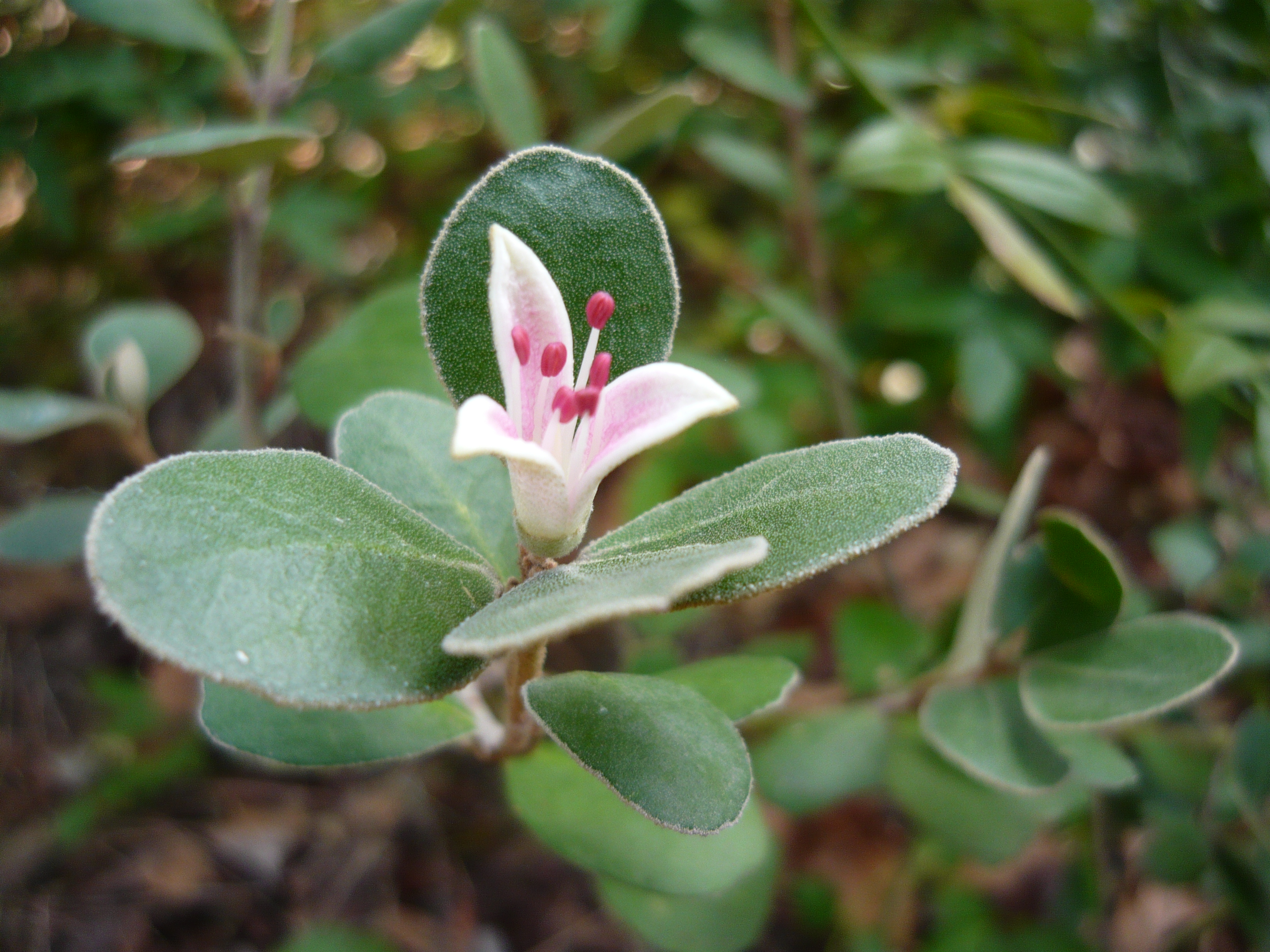